# Regi
Kara o regi és una llengua bantu, parlada a l'illa Ukerewe dins del Llac Victòria de Tanzània. Les llengües jita, kara i kwaya són tant properes que poden ser considerades dialectes.